# Alen Kujundžić
Alen Kujundžić (23. svibnja 1996.), srbijanski kuglački reprezentativac. Kugla za hrvatski klub Kuglački klub Zaprešič

## Klupska karijera
Jedan od najtalentiranijih igrača u širem okružju. Kao dijete išao je s djedom i ocem na kuglanje. To je bilo onda kad je bilo mnogo kuglana u Subotici, koja ima iznimno dugu kuglačku tradiciju te se moglo kuglati svakodnevno. Počeo je na kuglani u Domu Vojske. Dodatno je trenirao kad je išao s otcem na treninge. Jedan športski grad s dugom kuglačkom tradicijom kao Subotica doživio je potom da je ostao bez kuglane. Zbog toga je bila stanka u Kujundžićevom radu. Kad je 2008. otvorena nova kuglana, nastavio je redovno trenirati. U radu su mu mnogo pomogli otac i višegodišnja prvotimka Pionira i reprezentativka Roža Pisar.
Profesionalnu kuglačku karijeru ostvario je u nekoliko klubova. Prvo je bio u Rotografici, pa u Matici-Spartaku. Od 2011. kuglao je za Crvenu zvezdu. Poslije dvije i pol godine vratio se u Suboticu u Spartak 024. Sa svojim klupskim kolegama i otcem u sljedećim dvjema godinama bio je među važnijim čimbenicima uspona iz Druge u Prvu ligu te na kraju i u Super ligu Srbije.
Sa Spartakom 024 iz Subotice, izborio je plasman u Super ligu Srbije. Sredinom kolovoza 2017. prešao je u hrvatskog prvaka Kuglački klub Mertojak iz Splita. Prelazak je bio u svezi s kuglane u Subotici i općenito u Srbiju, što mu je onemogućavalo daljnji napredak. U klubu je bilo i sitnih neslaganja i zasićenja. Subotički je klub nadao se graditi momčad oko njega, ali uvjeti su bili preslabi u jednom gradu športova. Zbog iznimno boljih uvjeta i profesionalnih izazova koje mu je nudio Split i znatno snažnija hrvatska liga, prešao je u Mertojak. S Mertojakom je osvojio treće mjesto u završnoj skupini i ukupno četvrto mjesto na Svjetskom kupu u Blanskom 2017. godine.
2. srpnja 2018. prešao je u Kuglački klub Zadar.

## Reprezentativna karijera
Bio u svim srbijanskim selekcijama. Već u kadetima je osvajao odličja. Za reprezentaciju je prvi put nastupio 2010. godine. Već 2011. godine osvojio je momčadsko zlato u kadetskoj konkurenciji. 2012. godine osvojio je momčadsko juniorsko zlato. Godine 2013. osvojio je srebro u pojedinačnoj konkurenciji. 2014. godine postao je pojedinačni svjetski kadetski prvak, u mješovitim parovima osvojio je broncu i bio je svjetski prvak s ekipom koja i danas drži svjetski rekord. 2016. godine osvojio je naslov svjetskog momčadskog juniorskog prvaka. Osvojio je također još stotinjak medalja i priznanja, kako s domaćih tako i međunarodnih natjecanja.